# Chelonoidis niger

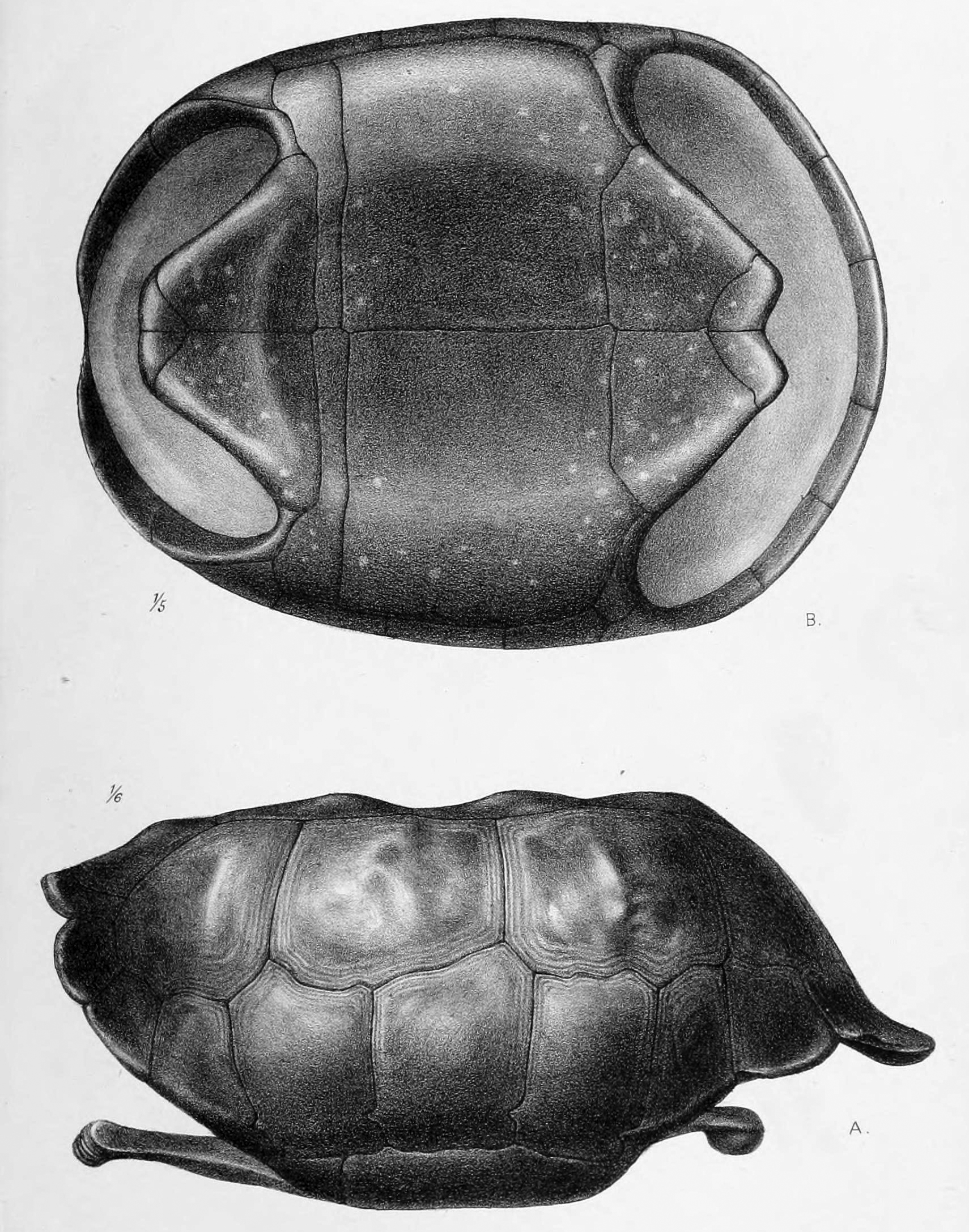
Caparazón de Testudo elephantopus (sinónimo de Chelonoidis niger niger).

La tortuga gigante de Floreana (Chelonoidis niger) es una especie extinta de tortuga gigante, una de las 10 especies originarias de las islas Galápagos (Ecuador). Concretamente esta especie era endémica de la isla Floreana. Fue descrita por primera vez por los zoólogos franceses Jean René Constant Quoy y Joseph Paul Gaimard en el año 1824. Integra el complejo de especies denominado: Complejo Chelonoidis nigra.

## La posibilidad de «resucitar» la especie
Análisis filogenéticos pueden ayudar a "resucitar" esta especie extinta de Floreana. La especie es sólo conocida por restos subfósiles.  En algunas tortugas de Isabela Chelonoidis becki se encontró coincidencias parciales con el perfil genético de los especímenes de Chelonoidis nigra depositados en colecciones de museo, posiblemente indicando la presencia de híbridos originados por una población trasplantada por humanos desde Floreana a Isabela, o de individuos arrojados por la borda de los buques para aligerar las cargas. Nueve descendientes de tortugas de Floreana han sido identificados en la población cautiva del centro de cría de Fausto Llerena en Santa Cruz. Esto permite la posibilidad de restablecer una reconstrucción de especie mediante la cría selectiva basándose en estos animales híbridos.